# آرتز اند کرفتز پروداکشنز
آرتز اند کرفتز پروداکشنز (به انگلیسی: Arts & Crafts Productions)، یک شرکت خدمات رسانه‌ای متمرکز بر موسیقی است که به عنوان یک لیبل مستقل ضبط آثار، اطلاعات را به شرکت‌های مدیریت، فروش و نشر در سراسر جهان ارائه می‌دهد. این شرکت تا کنون ۲۱ جایزه جونو کسب کرده‌است. از این شرکت به عنوان یکی از مهم‌ترین شرکت‌های موسیقی کانادا نام برده می‌شود.